# Hram slavnih rokenrola
Hram slavnih rokenrola (angleško Rock and Roll Hall of Fame) je hram slavnih v Clevelandu, Ohio, ZDA, ki prepoznava in skrbi za arhiviranje zgodovine najslavnejših glasbenikov, producentov, inženirjev in drugih, ki so pomembneje vplivali na razvoj rokenrola oz. širše rock glasbe. Istoimenski sklad je 20. aprila 1983 s tem namenom ustanovil Ahmet Ertegun, ustanovitelj in predsednik založbe Atlantic Records.
Hram od leta 1995 domuje na obali Eriejskega jezera v središču Clevelanda v zgradbi, ki jo je zasnoval znameniti arhitekt I. M. Pei. Zgrajena je bila v javno-zasebnem partnerstvu z mestnimi oblastmi, ki tudi sicer podpirajo delovanje Hrama. Poleg tega upravlja s knjižnico in arhivom na temo rocka, ki se nahajata v kampusu kolidža Cuyahoga na drugi strani središča mesta.
Kljub kritikam na račun izbora je spremljajoči muzej, ki ponuja razne razstave eksponatov, povezanih z zgodovino rokenrola, in prireja koncerte, pomembna turistična atrakcija v Clevelandu in ima po lastni oceni dvesto milijonov USD gospodarskega učinka letno za svojo regijo od vstopnin (velika večina obiskovalcev je od drugod) ter plač za zaposlene.

## Postopek izbora
Kandidate za vključitev izvajalcev – glasbenikov in glasbenih skupin – nominira komisija Hrama izmed tistih, ki so svoj prvi posnetek izdali pred najmanj 25 leti in razpošljejo sezname približno 1000 »poznavalcem rocka«, ki nato glasujejo o kandidatih. Običajno je vsako leto izbranih pet kandidatov, ki so prejeli najvišje število glasov in več kot polovico glasov. Vključene v ostalih kategorijah izbira komisija Hrama neposredno. Postopek izbora za nobeno od kategorij ni javen.
Nove predstavnike vključujejo vsako leto na ceremoniji, prirejeni v New Yorku, Los Angelesu ali Clevelandu. Sprva so bile predvidene štiri kategorije: izvajalci (Performers), neizvajalci (Non-performers), zgodnji vplivneži (Early influencers) in življenjski dosežki (Lifetime achievement). Leta 2000 so uvedli novo kategorijo za studijske glasbenike in člane skupin v ozadju (sidemen), ki je bila leta 2010 preimenovana v Nagrado za glasbeno odličnost (Award for Musical Excellence). Na ceremoniji leta 2018 je bila uvedena še kategorija za single glasbenikov, ki (še) niso vključeni v Hram slavnih.
Največ kritik je izbor deležen zaradi netransparentnosti postopka; nad nominacijami ima nadzor peščica posameznikov, ki sami niso glasbeniki, kot so soustanovitelj revije Rolling Stone Jann Wenner, nekdanja predsednica sklada Susan Evans in glasbeni kritik ter pisec Dave Marsh. Zato naj bi izbor bolj odražal osebne okuse članov komisije kot dejanske zasluge za rock, motiviran pa naj bi bil tudi finančno, saj so pogosto vključeni takrat aktualni zvezdniki ne glede na dolgoročni pomen za glasbo, nekaj največjih imen rocka pa manjka. Kritike letijo še na spolno in rasno neuravnoteženost izbora, zaradi česar komisija v zadnjih letih nekoliko svobodneje interpretira pojem rock in nominira tudi ustvarjalce soula, hip-hopa, R&B-ja idr.

## Sprejeti v hram slavnih rokenrola

### Izvajalci
Pri sprejemu skupine šteje, da so sprejeti vsi njeni aktualni člani. Tako se lahko zgodi, da je posameznik sprejet večkrat, kot član različnih skupin ali solo izvajalec. Do leta 2017 je bilo takih posameznikov 22, pri čemer je bil edino Eric Clapton sprejet trikrat: kot solo izvajalec in član skupin Cream ter The Yardbirds.
- 1986
  - Chuck Berry
  - James Brown
  - Ray Charles
  - Sam Cooke
  - Fats Domino
  - The Everly Brothers
  - Buddy Holly
  - Jerry Lee Lewis
  - Elvis Presley
  - Little Richard
- 1987
  - The Coasters
  - Eddie Cochran
  - Bo Diddley
  - Aretha Franklin
  - Marvin Gaye
  - Bill Haley
  - B.B. King
  - Clyde McPhatter
  - Ricky Nelson
  - Roy Orbison
  - Carl Perkins
  - Smokey Robinson
  - Big Joe Turner
  - Muddy Waters
  - Jackie Wilson
- 1988
  - The Beach Boys
  - The Beatles
  - The Drifters
  - Bob Dylan
  - The Supremes
- 1989
  - Dion
  - Otis Redding
  - The Rolling Stones
  - The Temptations
  - Stevie Wonder
- 1990
  - Hank Ballard
  - Bobby Darin
  - The Four Seasons
  - The Four Tops
  - The Kinks
  - The Platters
  - Simon & Garfunkel
  - The Who
  - Charlie Christian
- 1991
  - LaVern Baker
  - The Byrds
  - John Lee Hooker
  - The Impressions
  - Wilson Pickett
  - Jimmy Reed
  - Ike & Tina Turner
- 1992
  - Bobby »Blue« Bland
  - Booker T. and the MG's
  - Johnny Cash
  - The Isley Brothers
  - The Jimi Hendrix Experience
  - Sam & Dave
  - The Yardbirds
- 1993
  - Ruth Brown
  - Cream
  - Creedence Clearwater Revival
  - The Doors
  - Frankie Lymon & the Teenagers
  - Etta James
  - Van Morrison
  - Sly and the Family Stone
- 1994
  - The Animals
  - The Band
  - Duane Eddy
  - The Grateful Dead
  - Elton John
  - John Lennon
  - Bob Marley
  - Rod Stewart
- 1995
  - The Allman Brothers Band
  - Al Green
  - Janis Joplin
  - Led Zeppelin
  - Martha and the Vandellas
  - Neil Young
  - Frank Zappa
- 1996
  - David Bowie
  - Gladys Knight and the Pips
  - Jefferson Airplane
  - Little Willie John
  - Pink Floyd
  - The Shirelles
  - The Velvet Underground
- 1997
  - The (Young) Rascals
  - The Bee Gees
  - Buffalo Springfield
  - Crosby, Stills & Nash
  - The Jackson Five
  - Joni Mitchell
  - Parliament - Funkadelic
- 1998
  - Eagles
  - Fleetwood Mac
  - The Mamas & the Papas
  - Lloyd Price
  - Santana
  - Gene Vincent
- 1999
  - Billy Joel
  - Curtis Mayfield
  - Paul McCartney
  - Del Shannon
  - Dusty Springfield
  - Bruce Springsteen
  - The Staple Singers
- 2000
  - Eric Clapton
  - Earth, Wind & Fire
  - The Lovin' Spoonful
  - The Moonglows
  - Bonnie Raitt
  - James Taylor
  - Billie Holiday
- 2001
  - Aerosmith
  - Solomon Burke
  - The Flamingos
  - Michael Jackson
  - Queen
  - Paul Simon
  - Steely Dan
  - Ritchie Valens
- 2002
  - Isaac Hayes
  - Brenda Lee
  - Tom Petty
  - Gene Pitney
  - Ramones
  - Talking Heads
- 2003
  - AC/DC
  - The Clash
  - Elvis Costello and the Attractions
  - The Police
  - The Righteous Brothers
- 2004
  - Jackson Browne
  - The Dells
  - George Harrison
  - Prince
  - Bob Seger
  - Traffic
  - ZZ Top
- 2005 
  - U2
  - The Pretenders
  - The O'Jays
  - Percy Sledge
  - Buddy Guy
- 2006
  - Black Sabbath
  - Blondie
  - Miles Davis
  - Lynyrd Skynyrd
  - Sex Pistols
- 2007
  - Grandmaster Flash and the Furious Five
  - R.E.M.
  - The Ronettes
  - Patti Smith
  - Van Halen
- 2008
  - The Dave Clark Five
  - Leonard Cohen
  - John Mellencamp
  - The Ventures
  - Madonna
- 2009
  - Metallica
  - Jeff Beck
  - Bobby Womack
  - Run-D.M.C.
  - Little Anthony & the Imperials
- 2010
  - ABBA
  - Genesis
  - Jimmy Cliff
  - The Hollies
  - The Stooges
- 2011
  - Alice Cooper
  - Darlene Love
  - Dr. John
  - Neil Diamond
  - Tom Waits
- 2012[Op. 1]
  - Beastie Boys
  - The Blue Caps
  - The Comets
  - The Crickets
  - Donovan
  - The Famous Flames
  - Guns N' Roses
  - The Midnighters
  - The Miracles
  - Laura Nyro
  - Red Hot Chili Peppers
  - Small Faces/Faces
- 2013
  - Heart
  - Albert King
  - Randy Newman
  - Public Enemy
  - Rush
  - Donna Summer
- 2014
  - Peter Gabriel
  - Hall & Oates
  - Kiss
  - Nirvana
  - Linda Ronstadt
  - Cat Stevens
- 2015
  - The Paul Butterfield Blues Band
  - Joan Jett & the Blackhearts
  - Lou Reed
  - Green Day
  - Stevie Ray Vaughan and Double Trouble
  - Bill Withers
- 2016 
  - Cheap Trick
  - Chicago
  - Deep Purple
  - N.W.A.
  - Steve Miller
- 2017
  - Electric Light Orchestra
  - Joan Baez
  - Journey
  - Pearl Jam
  - Tupac Shakur
  - Yes
- 2018
  - Bon Jovi
  - The Cars
  - Dire Straits
  - The Moody Blues
  - Nina Simone
- 2019
  - The Cure
  - Def Leppard
  - Janet Jackson
  - Stevie Nicks
  - Radiohead
  - Roxy Music
  - The Zombies
- 2020
  - Depeche Mode
  - The Doobie Brothers
  - Whitney Houston
  - Nine Inch Nails
  - The Notorious B.I.G.
  - T. Rex
- 2021
  - Foo Fighters
  - The Go-Go's
  - Jay-Z
  - Carole King
  - Todd Rundgren
  - Tina Turner
- 2022
  - Pat Benatar
  - Duran Duran
  - Eminem
  - Eurythmics
  - Dolly Parton
  - Lionel Richie
  - Carly Simon

### Nagrada za glasbeno odličnost
Kategorija, uvedena leta 2000, se je sprva imenovala »Stranski člani« (Sidemen), namenjena je bila prepoznavanju zaslug članov skupin, ki so zaradi svoje vloge deležni manj pozornosti od frontmanov. Leta 2010 je dobila sedanje ime.
- 2000: Hal Blaine, King Curtis, James Jamerson, Scotty Moore, Earl Palmer
- 2001: James Burton, Johnnie Johnson
- 2002: Chet Atkins
- 2003: Benny Benjamin, Floyd Cramer, Steve Douglas
- 2008: Little Walter
- 2009: Bill Black, D. J. Fontana, Spooner Oldham
- 2011: Leon Russell
- 2012: Cosimo Matassa, Tom Dowd, Glyn Johns
- 2014: E Street Band
- 2015: Ringo Starr
- 2017: Nile Rodgers
- 2021: LL Cool J, Billy Preston, Randy Rhoads
- 2022: Jimmy Jam and Terry Lewis, Judas Priest

### Zgodnji vplivi
- 1986: Jimmie Rodgers, Jimmy Yancey, Robert Johnson
- 1987: Louis Jordan, T-Bone Walker, Hank Williams
- 1988: Woody Guthrie, Lead Belly, Les Paul
- 1989: The Ink Spots, Bessie Smith, The Soul Stirrers
- 1990: Charlie Christian, Louis Armstrong, Ma Rainey
- 1991:	Howlin' Wolf
- 1992: Elmore James, Professor Longhair
- 1993: Dinah Washington
- 1994: Willie Dixon
- 1995: The Orioles
- 1996: Pete Seeger
- 1997: Mahalia Jackson, Bill Monroe
- 1998: Jelly Roll Morton
- 1999: Bob Wills & His Texas Playboys, Charles Brown
- 2000: Nat King Cole, Billie Holiday
- 2009: Wanda Jackson
- 2012: Freddie King
- 2015: The »5« Royales
- 2018: Sister Rosetta Tharpe
- 2021: Kraftwerk, Charley Patton, Gil Scott-Heron
- 2022: Harry Belafonte, Elizabeth Cotte

### Nagrada Ahmeta Ertegüna
Kategorija se je sprva imenovala »Neizvajalci« (Non-performers), leta 2008 pa je bila poimenovana po ustanovitelju Hrama. Namenjena je priznavanju zaslug »tekstopiscev, producentov, didžejev, vodij založb, novinarjev in drugih zaposlenih v glasbeni industriji, ki so imeli velik vpliv na razvoj rokenrola«, pri tem pa so nekateri tudi priznani izvajalci.
- 1986: Alan Freed, Sam Phillips
- 1987: Leonard Chess, Ahmet Ertegün, Jerry Leiber, Mike Stoller, Jerry Wexler
- 1988: Berry Gordy, Jr.
- 1989: Phil Spector
- 1990: Gerry Goffin, Carole King, Holland–Dozier–Holland
- 1991: Dave Bartholomew, Ralph Bass
- 1992: Leo Fender, Bill Graham, Doc Pomus
- 1993: Dick Clark, Milt Gabler
- 1994: Johnny Otis
- 1995: Paul Ackerman
- 1996: Tom Donahue
- 1997: Syd Nathan
- 1998: Allen Toussaint
- 1999: George Martin
- 2000: Clive Davis
- 2001: Chris Blackwell
- 2002: Jim Stewart
- 2003: Mo Ostin
- 2008: Kenny Gamble, Leon Huff
- 2010: David Geffen, Otis Blackwell, Jeff Barry, Ellie Greenwich, Mort Shuman, Jesse Stone, Barry Mann, Cynthia Weil
- 2011: Jac Holzman, Art Rupe
- 2012: Don Kirshner
- 2013: Lou Adler, Quincy Jones
- 2014: Brian Epstein, Andrew Loog Oldham
- 2016: Bert Berns
- 2020: Irving Azoff, Jon Landau
- 2021: Clarence Avant
- 2022: Allen Grubman, Jimmy Iovine, Sylvia Robinson